# Voie romaine Langres-Metz
La voie romaine Langres-Metz est la chaussée qui relie Andemantunnum à Divodurum Mediomatricorum à l’époque romaine sur l’axe Lyon-Trèves. Elle rejoint la voie venant de Durocorterum (Reims) à Tullum (Toul). Divodurum est une ville étape importante et sert de carrefour vers Worms, Mayence (Mogontiacum) et Strasbourg à l’est ainsi que Trèves (Augusta Treverorum) au nord.

## Tracé

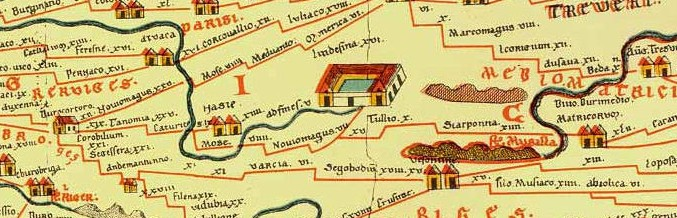
Voie Langres-Metz sur la table de Peutinger, au centre, le sanctuaire des eaux d'Andesina

La voie dessinée sur la table de Peutinger (segments II et III) comporte plusieurs difficultés (erreurs et omissions) et des recoupements avec l'itinéraire d’Antonin sont nécessaires pour en retrouver le tracé. Ainsi la station de Solimariaca citée par Antonin n'apparait pas sur la Table théodosienne, et le trait qui devait relier Mosa à Andemandunno y a été oublié.  
Les principales agglomérations antiques la jalonnant sont : Mosa  (Meuvy), Noviomagus (Nijon), Solimariaca (Soulosse-sous-Saint-Élophe), Tullum (Toul) et Scarponna (Dieulouard).

## D’Andemantunnum à Tullum

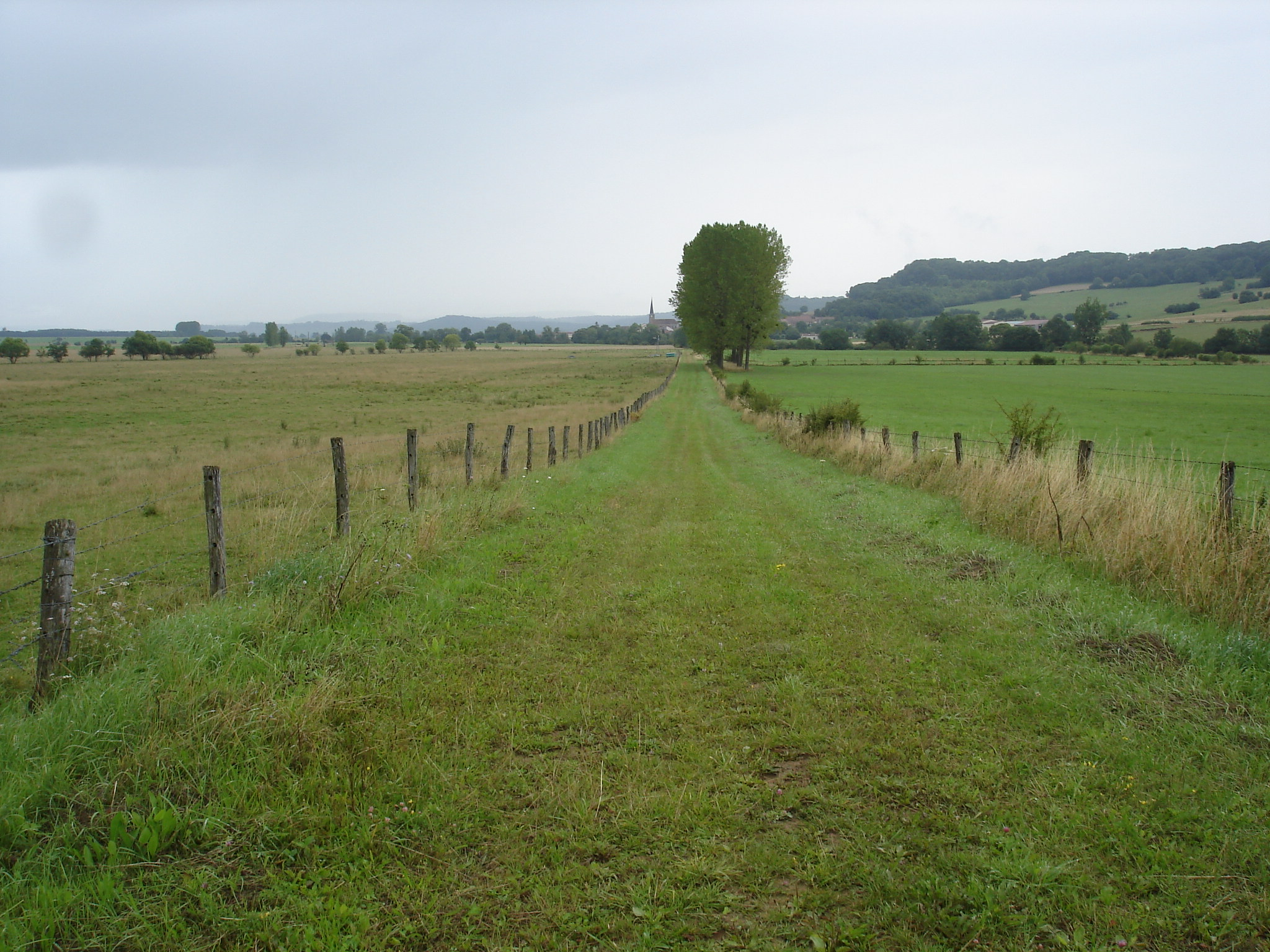
La voie romaine au sud de Meuvy.

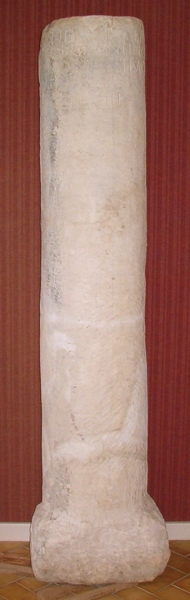
Borne milliaire trouvée à Soulosse-sous-Saint-Élophe (88). (Exposée au Musée de cette même localité)

La voie romaine prend la direction de Neufchâteau, passe à proximité du célèbre sanctuaire des eaux d'Andesina, ainsi que de la commune de Soulosse-sous-Saint-Élophe dont le musée présente les vestiges gallo-romains.
Selon le docteur Fournier, elle passe sur le territoire de Nijon (Haute-Marne). Entrant dans le département des Vosges, elle traverse les communes de Sartes, Pompierre, passe entre  Bazoilles-sur-Meuse et Circourt-sur-Mouzon. Selon le même document, elle bifurque d'environ 20 degrés vers le nord-est devant Neuchâteau. Elle passe ensuite par Soulosse-Saint-Élophe, Martigny-Les-Gerbonvaux, Autreville (dernière commune vosgienne) et atteint Colombey-les-Belles (Meurthe-et-Moselle) avant de rejoindre Toul.

### Controverse au sujet de Neufchâteau
Sur la seule base d'une analogie phonétique, divers historiens (Dom Calmet, Durival, d'Anville, Digot, Jollois Charton Migneret, l'abbé Phulpin, M. Joanne et l'auteur du Guide pittoresque du voyageur en France, chacun d'entre eux se contentant de se référer à ses prédécesseurs) ont cru voir à tort en Neufchâteau (nouveau château) l'antique station romaine de Noviomagus (nouveau marché) sur la Table de Peutinger, alors que d'autres auteurs excluent Neufchâteau (Dom Martin, Samson, l'abbé Mathieu, Walckenaer, Pistollet de St-Fergeux, Dugas de Beaulieu) et situent généralement Noviomagus à Nijon (M. J. Mouton), dans la Haute-Marne. La distance indiquée entre Noviomagus et Toul sur la Table de Peutinger est un argument qui va à l'encontre de la thèse en faveur de Neufchâteau. En effet, la Table indique VII + XV = XXII lieues entre Noviomagus et Toul, soit environ 54 km, et il n'y a que 43 km entre Neufchâteau et Toul (selon ViaMichelin). La distance de 54 km aboutit à  exactement à Pompierre, dans les Vosges, tandis que le nom de Noviomagus se rapprocherait de celui de Nijon (selon M. J. Mouton).

## De Tullum à Scarpone
À Toul, le tracé rejoint celui de la voie romaine Reims-Metz et emprunte la route rectiligne qui existe toujours entre Toul et Dieulouard, l’actuelle route nationale 411. Elle passe par la ferme de Libdeau, ancienne commanderie de l’ordre du Temple puis de Malte, puis entre Avrainville et Gavillo (Jaillon) où était situé un camp romain, ensuite près de Rosières-en-Haye avant d’arriver à Scarpone (Dieulouard).

## Via Scarponensis : de Scarpone à Divodurum
À Dieulouard, on a retrouvé de nombreux objets : morceaux de statue de Vénus, borne milliaire qui sont conservés au musée Lorrain de Nancy.
Après Dieulouard, la via Scarponensis franchit les bras de la Moselle sur plusieurs ponts. Elle se dirige vers Atton, passe à l’est de Mousson, à Lesménils où a été retrouvée une borne milliaire par J.-M. Hanus, puis Cheminot, Sillegny, Coin-sur-Seille et Augny. 
La via Scarponensis est le cardo de la cité romaine de Divodurum. La porte Serpenoise est érigée sur cette voie au XIIIe siècle au sud des remparts de la ville. Cet axe nord-sud suit le tracé des actuelles rue de Verdun, avenue Robert-Schuman, rue Serpenoise, rue des Trinitaires, rue Taison, et allait jusqu’à Trèves. Le decumanus correspond à l’axe pont des Roches, rue d’Estrées, en Fournirue (porte Sailly), rue Mazelle (porte Mazelle), côte Lormêché à Queuleu et allait jusque Mayence (voie romaine Metz-Mayence ou Strasbourg par Ad Duodecinum (Delme), Vicus Bodatus (Vic-sur-Seille), Marosallum (Marsal), Decempagi (Tarquimpol) et Pons Saravi (Sarrebourg).